# KURATAS
KURATAS (クラタス) là loại người máy mecha lớn có thể lái từ bên trong được thiết kế bởi nghệ nhân và thợ rèn Kurata Kogoro còn tập đoàn công nghiệp nặng Suidobashi lo việc hỗ trợ phát triển và chế tạo hàng loạt. Người máy được mang ra giới thiệu trước công chúng lần đầu tiên trong lễ hội Wonder Festival 2012 nơi mà những người yêu thích người máy tập hợp lại, tại đó nó được giới thiệu như là một công trình nghệ thuật để tiến một bước mang giấc mơ lớn trở thành hiện thực. KURATAS còn được dùng cho việc thương mại và trang mạng để đặt hàng người máy đã mở vào năm 2012.

## Phát triển
Kurata Kogoro nói "Khi tôi còn bé tôi đã mơ tới những người máy khổng lồ. Nhưng dù tôi có đợi bao lâu đi nữa người ta vẫn chỉ chế ra các người máy nhỏ như ASIMO vì thế tôi không đợi nữa tôi sẽ tự làm một con". Và người máy KURATAS đã tốn ba năm để rèn hoàn tất cái vỏ. Sau đó là gắn động cơ diesel thủy lực vào để các chi hoạt động.
Việc phát triển người máy của Kurata hầu hết dựa vào các mô hình mà ông từng làm nhất là các mẫu lấy cảm hứng từ bộ anime Sōkō Kihei Botomuzu, sau đó ông lại thấy mình không có nhiều kiến thức về cơ khí hay điện tử và ông chỉ gắn những gì ông có được lại với nhau theo cách thích hợp nhất vì thế khi thử nghiệm người máy đã từng phát sinh một đống các lỗi và phải dần dần khắc phục. Kurata dự tính cho người máy có thể bước đi trên các chân nhưng do không thể tìm ra các nguồn cung cấp các thiết bị cần thiết nên kế hoạch không được thực hiện.
Chương trình điều khiển 30 khớp nối của người máy là V-Sido do Yoshizaki Wataru thực hiện. Nó cũng dùng để vận hành các loại "Vũ khí" mà người mà người máy được trang bị dù chỉ là đồ chơi như hai súng hơi nòng xoay gắn trên tay có thể bắn 6000 viên/phút cùng các loại khác được phát triển để trang bị trên người máy, chương trình này có thể khóa mục tiêu và tự động chỉnh vũ khí nhắm vào mục tiêu dù đang di chuyển.
Tập đoàn công nghiệp nặng Suidobashi đã tài trợ cho dự án và dự tính sẽ đưa chương trình vào sản xuất hàng loạt vì thế đã một trang mạng giới thiệu người máy và ra giá khởi điểm là 1,35 triệu đô một con với việc có thể chọn màu sơn và loại vũ khí được trang bị, trang mạng nhận được hơn 3.000 đơn hàng từ trong và ngoài Nhật Bản vì mọi người nghĩ đây là một trò đùa. Nhưng khi người máy được thật sự giới thiệu thì tất cả đều "chạy" hết. Dù sao thì tập đoàn Suidobashi cũng như nhóm phát triển chưa thực sự dự tính có lợi nhuận gì với chương trình hiện tại và nói đùa là "Chúng tôi tạo ra nó là để nhắm đến trước nhất là các ông trùm dầu khí".

## Thiết kế
KURATAS có bốn chân và có thể đứng thẳng lên để theo dõi xung quanh với chiều cao tối đa là khoảng 4 mét với trọng lượng khoảng 4,5 tấn cũng như có thể di chuyển với tốc độ tối đa là 10 km/h trên bốn bánh xe. Buồng lái có bộ điều khiển người máy và trang bị màn hình cảm ứng hiển thị những gì người máy "thấy" bên ngoài và đưa vào bên trong cho người lái xem.
Khi khóa mục tiêu nếu người lái cười tức là sẽ kích hoạt cơ chế khai hỏa của vũ khí vì thế nếu cười quá nhiều người máy sẽ bắn tá lả. Nếu người sử dụng không thích vào trong lái vì lý do nào đó thì người máy vẫn có thể được điều khiển từ bên ngoài bằng điện thoại di động có cài chương trình điều khiển.